# Coelioxys corduvensis
Coelioxys corduvensis is een vliesvleugelig insect uit de familie Megachilidae. De wetenschappelijke naam van de soort is voor het eerst geldig gepubliceerd in 1887 door Holmberg.